# Försvårande omständighet
Försvårande omständighet är den grund enligt brottsbalken som en domstol kan tillämpa vid utdömandet av ett högre straff (strängare påföljd) än för ett brott  av normalgraden. Det högre straffet ska ligga inom ramarna för det straffintervall som gäller för det aktuella brottet.
Försvårande omständigheter kan anses föreligga om gärningsmannen visat särskild hänsynslöshet eller utnyttjat offrets skyddslösa ställning eller utnyttjat offrets beroendeställning. Försvårande omständigheter medför ofta att ett brott ska bedömas som grovt.
Exempel på olika brott enligt brottsbalken.

## Grov misshandel
Vid grov misshandel enligt 3 kap 6 § BrB ska särskilt beaktas om "gärningen var livsfarlig eller om gärningsmannen tillfogat svår kroppsskada eller allvarlig sjukdom eller eljest visat särskild hänsynslöshet eller råhet". Det krävs dock att de omständigheter som objektivt sett föranleder att gärningen bör bedömas som grov omfattats av gärningsmannens uppsåt.
Om döden följt utan hans uppsåt ska gärningsmannen i regel dömas för vållande till annans död i brottskonkurrens med grov misshandel.
Att misshandel förövas mot havande kvinna eller nära anhörig måste i regel anses som försvårande. När sådan misshandel förekommer vid upprepade tillfällen och under brutala former, till exempel mot hustru eller barn, finns ofta skäl att anse att gärningsmannen i gärningen har visat särskild hänsynslöshet eller råhet.
- I NJA 1992 s. 85 bedömdes misshandel av ett litet, skyddslöst barn, som tilldelats ett stort antal slag mot huvudet och kroppen, som grov.[3]

Vid ytterligare försvårande omständigheter kan gärningsmannen dömas för "synnerligen grovt" brott. I sådant fall ska särskilt beaktas om " kroppsskadan är bestående eller om gärningen har orsakat synnerligt lidande eller om gärningsmannen har visat synnerlig hänsynslöshet".

## Om grov fridskränkning och grov kvinnofridskränkning
I mål om grov fridskränkning och grov kvinnofridskränkning krävs att flera gärningar bedöms samtidigt. Det måste finnas ett visst samband mellan gärningarna och de måste rymmas under någon av brottsbeskrivningarna i 3 kap (Om brott mot liv och hälsa), 4 kap (Om brott mot frihet och frid) eller 6 kap (Om sexualbrott) BrB.
De försvårande omständigheterna är att gärningarna utgör ett led i upprepad kränkning och att de varit ägnade att allvarligt skada offrets självkänsla.

## Terroristbrott
Enligt 5 § lagen (2003:148) om straff för terroristbrott ska som en försvårande omständighet beaktas att gärningsmannen begår till exempel rån med uppsåt att främja terroristbrottet.